# Cherut (Moschaw)
Cherut (hebräisch חֵרוּת ‚Freiheit‘, arabisch حيروت Ḥīrūt) ist ein Moschav in der Scharonebene. Cherut gehört zum Regionalband Lev haScharon im Zentralbezirk von Israel.

## Geschichte
Der Moschav wurde 1930 gegründet.

## Demografie
Im Jahr 2018 hatte der Moschav eine Bevölkerung von 1309 Einwohnern.